# That Dragon, Cancer
That Dragon, Cancer este un joc video conceput de Ryan Green și soția sa, Amy Green, în urma experienței luptei cu cancerul a fiului lor, Joel Green.

## Joel Green
Joel Evan Green, fiul lui Ryan și al lui Amy Green, este cel care a inspirat crearea acestui joc. Acestuia i-a fost diagnosticată o tumoră canceroasă la vârsta de un an, iar prognosticul medicilor a fost rezervat. După mai multe tratamente și remisii ale tumorilor, Joel a decedat în 2014.   

## Echipa de creație
- Creator: Ryan Green[10]
- Programator: Josh Larson
- Scenarist: Amy Green
- Compozitor: Jon Hillman
- Grafician 3D: Ryan Coucins
- Manager de proiect: Mike Perrotto
- Designer: Brock Henderson
- Graficieni colaboratori: Xan Shabe, Amanda, Nat Iwata